# Javorski potok (Dobrunjščica)
Javorski potok je pritok potoka Dobrunjščica, ki teče skozi naselje Sostro pri Ljubljani in se izliva v Ljubljanico.